# IS Orion
Idrottssällskapet Orion är en svensk handbollsklubb bildad den 3 april 1943 på Folkes konditori i Falkenberg. Från början hette klubben HK Orion men ändrades 1945 till IS Orion när simning och friidrott togs upp på programmet. Idag finns endast handboll på programmet. IS Orion, spelade under 1960- till 1960-talet främst i division 2 och division 3. Det kvalade 1996 till division 1. Klubben lades ner 2000 och var vilande i drygt 10 år innan den återstartades. Efter nystarten har laget hållit till långt ner i seriesystemet.